# Sankt Salvator (Rimsting)
Sankt Salvator (amtlich St. Salvator) ist ein Gemeindeteil der Gemeinde Rimsting im Landkreis Rosenheim an der Staatsstraße 2093 auf halbem Weg zwischen Prien am Chiemsee und dem Priener Gemeindeteil Siggenham.
Auf Grund der Lage auf einem Moränenhügel entwickelte sich eine kleine Landhaussiedlung, in der sich als namhafte Persönlichkeiten der Schriftsteller Wilhelm Jensen, dessen befreundeter Maler Emil Lugo und der Chiemseemaler Rudolf Sieck ansiedelten.
Das prägende und namensgebende Bauwerk ist die Wallfahrtskirche St. Salvator aus der Zeit um 1470.